# Pala di Villamagna
La Pala di Villamagna è un dipinto a olio su tavola (169x133 cm) di Rosso Fiorentino, datato al 1521 e conservato nel Museo diocesano di Volterra. È firmato e datato nell'angolo in basso a sinistra.

## Storia
L'opera fu la seconda commissione ricevuta dal Rosso a Volterra, dopo la celebre Deposizione, ed era destinata alla pieve di Villamagna, dove restò fino alla metà degli anni sessanta del Novecento.  

## Descrizione e stile
Rialzato di alcuni gradini si trova il trono di Maria col bambino in braccio, sullo sfondo di una sorta di nicchia. Ai lati le stanno due santi in piedi, in pose pressoché complementari: a sinistra san Giovanni Battista, riconoscibile per la veste da eremita e per il lungo bastione con la croce, e a destra san Bartolomeo, con un libro aperto, riconoscibile per l'attributo del coltello con cui fu scorticato. 
Rispetto ad altre pale simili, come l'anteriore Pala dello Spedalingo o la successiva Pala Dei, in quest'opera il Rosso impostò uno schema di semplice purezza, con una simmetria derivata dal richiamo alla tradizione quattrocentesca fiorentina. Posa della Vergine e sfondo richiamano la Madonna delle Arpie di Andrea del Sarto, con dettagli come il ginocchio proteso di Maria o il bambino che si avvinghia al collo della madre. Anche la posa di Bartolomeo, che tiene saldamente il libro, ricorda il San Giovanni Evangelista nella pala sartesca. 
Originale è l'appiattirsi della profondità spaziale, con l'uso di colori complementari che mette in evidenza la spigolosità delle linee di contorno. La tavolozza, intonata sui toni dei gialli e dei verdi, rivela una certa austerità formale, interrotta dal rosso della veste del Bambino e il bagliore forte sul petto della Vergine. Sembra che l'impasto cromatico si addensi soprattutto al centro della pala, lasciando più opache le zone ai lati, con una stesura così assottigliata da rendere talvolta visibile il disegno preparatorio sottostante. Si tratta di una precisa scelta formale, tipica delle opere di quel periodo, ispirata al non-finito e capace di evidenziare come non mai i protagonisti della scena.